# エルテ
ロマン・ド・ティルトフ（Romain de Tirtoff, 1892年11月23日 - 1990年4月21日）は、ロシア生まれのフランス人美術家でデザイナー。エルテ（Erté）の通称で知られ、イニシャルのフランス語の発音 [ɛʁ.te] から来ている。多才な20世紀の美術家で、ファッション、ジュエリー、グラフィック・アート、衣装、舞台美術、インテリア装飾など、幅広い分野で活躍したデザイナーである。

## 生涯
ティルトフはロマン・ペトローヴィチ・ティルトフ（ロシア語: Рома́н Петро́вич Ты́ртов）として、サンクトペテルブルクの16世紀に遡る名家に生まれた。父のピョートル・イワーノヴィチ・ティルトフはロシア艦隊の司令官を務めた。

エルテの署名

1907年、パリに一年間住んだ。彼はこの時期について「パリに一年行くまではビアズリーの良さが分からなかった」と述べていた。
1910から12年に、ロマンはパリに移り、デザイナーとしての道に進んだ。彼の父の強い反対を押し切っての決断だった。父はロマンが家の伝統を守り、海軍将校になることを望んでいた。ロマンは家名を汚すことを避けるために変名を用いた。彼はポール・ポワレのところで1913年から1914年まで働いた。
1915年に「ハーパーズ バザー」誌と初めての実質的な契約を得ると、衣装デザインや舞台美術などの華々しい活動を始めた。
1915年から1937年の間に、エルテは「ハーパーズ バザー」の200以上の表紙をデザインし、「イラストレイテド・ロンドン・ニュース」、「COSMOPOLITAN」、「レディーズ・ホーム・ジャーナル」、ヴォーグなどにも彼のイラストレーションが掲載された。

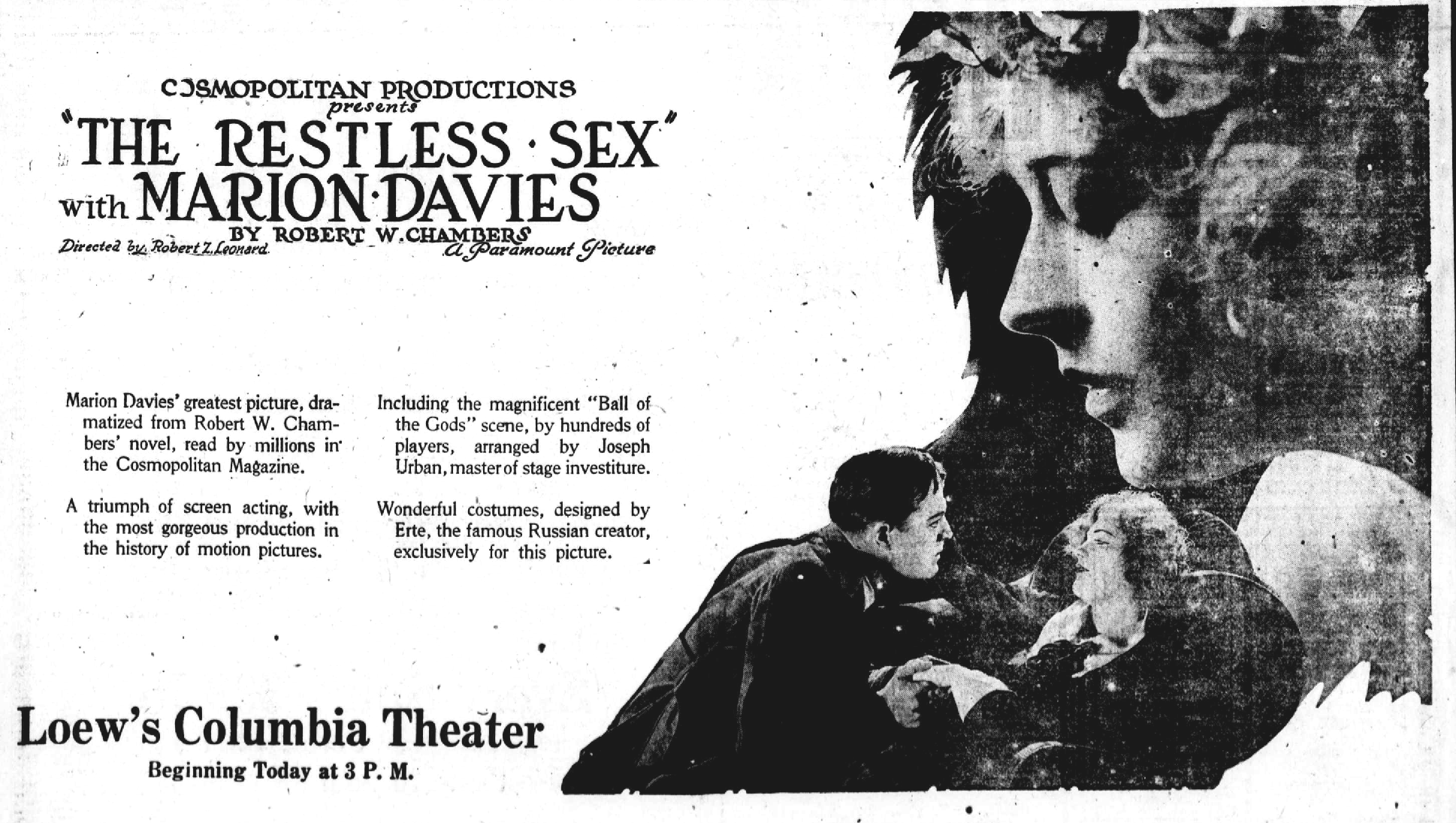
サイレント映画「The Restless Sex」の広告、エルテが衣装デザイナーとして起用されている。

エルテはおそらく、アール・デコの時代を捉えたエレガントなファッション・デザインが最も有名である。彼の最初期の成功の一つに、フランス人ダンサーのギャビー・デリスのアパレルデザインがあった。デリケートな体の線と洗練された魅惑的なデザインはすぐに彼のものだと見分けがつき、そのアイディアと美術は21世紀のファッションにもなお影響を与えている。 彼の、衣装、プログラム・デザイン、セットはジーグフェルド・フォリーズ（1923年）、フォリー・ベルジェールのプロダクション、ジョージ・ホワイツ・スキャンダルズといったレヴューで採り上げられた。ブロードウェイでは、著名だったフランス人歌手のアイリーン・ボルドニがエルテのデザインを身に纏った。
1925年にルイス・B・メイヤーの招きでハリウッドに行き、サイレント映画「巴里」のセットと衣装をデザインした。脚本に問題があったので、エルテには他の仕事が与えられた。そのため彼は、「ベン・ハー」、「からくり四人組」、「Time, the Comedian」、「Dance Madness」といった映画でデザインを担当した。1920年には、マリオン・デイヴィスが主演しウィリアム・ランドルフ・ハーストが出資した映画「The Restless Sex」でセットと衣装をデザインした。
彼の最もよく知られた絵は「Symphony in Black」であり、幾分か様式化され、すらりと背の伸びた着飾った女性が、後ろに鎖で繋いだ痩せた黒い犬を連れている姿を描いている。この影響力のある絵は無数に複製・コピーされた。
エルテは人生を通じて活動し続け、レヴュー、バレエ、オペラをデザインし続けた。彼は1960年代のアール・デコ・リバイバルの時期になると、仕事が大きく再評価され称賛された。そして限定版の版画、ブロンズ像、ウェアラブル・アートといった分野に手を広げた。
死の二年前にエルテは、クルボアジェの七本の限定ボトルをデザインした。蒸留から熟成までのコニャックの製造過程を表したデザインである。 2008年に、エルテが八番目にかつ最後にデザインしたクルボアジェのボトル（1892年産のグランド・シャンパーニュのコニャックが入っていた）が発売され、1万ドルの値段で販売された。
彼の作品は、ヴィクトリア&アルバート博物館、メトロポリタン美術館、ロサンゼルス・カウンティ美術館などの、有名な美術館のコレクションで展示されている。またエルテの作品の大規模なコレクションは、東京のミュージアム1999 でも見ることが出来る。

## 著作
- Things I Remember: An Autobiography, Quadrangle/The New York Times Book Co., 1975, ISBN 0-8129-0575-X.